# اوم جونگ هوا
اوم جونگ هوا (به انگلیسی: Uhm Jung-hwa)(زاده ۱۷ اوت ۱۹۶۹) خواننده و بازیگر کره‌ای است.